# Willemstoren
Willemstoren, ook bekend als Lacre Punt, is een vuurtoren op het eiland Bonaire in Caribisch Nederland. Het was de eerste vuurtoren die werd gebouwd op dit koraaleiland. Hij is niet toegankelijk voor publiek.

## Geschiedenis
De scheepvaart op Bonaire was in de achttiende eeuw al vrij belangrijk en verschillende schepen kwamen in de problemen aan het koraalrif van Lacre Punt (Sedusu) aan de lage Zuidkust van het eiland, waar een lange, lage strook land ver in zee doorloopt. Dit gevaarlijke punt stond toen bekend als 'Punta de la Ore'. Voor de bewoners van Bonaire bracht een schipbreuk onverwachte kansen, omdat er dan dagenlang kostbare goederen aanspoelden: planken, maar ook boter, kaas, tabak, vlees, spiegels en eenmaal zelfs een piano. Onder commandeur Jan Hendrik Geerkens werden in 1730 tevergeefs plannen gemaakt om hier een vuurtoren op te richten. Onder Geerkens' opvolger, Frederik Zaunslifer, werden opnieuw plannen voorgedragen bij de stadhouder, maar deze werden afgekeurd door een commissie van drie kapiteins van de commerciële zeevaart, omdat de vuurtoren volgens hen als baken zou dienen voor vijandelijke schepen. In de jaren daarna vond men het project wél nuttig, maar werden de geraamde kosten te hoog bevonden. In 1762 zou directeur Jacob van Bosveld uiteindelijk een vuurbaken laten oprichten – door zijn plotse overlijden uitgevoerd door zijn opvolger Jan Rodier – in de vorm van een stapel van stenen waarop een vuur werd gemaakt.
In 1837 benoemde Reinier Frederik baron van Raders, de toenmalige gezaghebber van Curaçao en Onderhorigheden, een commissie om op Lacre Punt een vuurtoren op te richten. Hendrik Willem Graham (een in Sluis geboren Nederlander, die eerst naar Curaçao was verbannen en van daaruit opnieuw naar Bonaire) maakte de ontwerptekening voor een vuurtoren in klipsteen (gekapt koraalkalksteen) met vier rode verticale strepen op wit gepleisterde kalkspecie. E.J. Slengarde werd belast met het toezicht op de bouw ervan. De vrijwillige giften bedroegen f 2.935,75 (voor het merendeel uit Curaçao), het resterende bedrag werd uit de koloniale kas betaald. Op 22 maart 1837 vond de plechtige eerstesteenlegging plaats en op 22 mei was de toren klaar. Omdat de lantaarn en de lampen uit Europa moesten komen, werden de lichten pas op 24 augustus 1838, de verjaardag van Koning Willem I, ontstoken (vandaar de naam 'Willemstoren'). Daags ervoor, op 23 augustus 1838, was voor het onderhoud van de vuurtoren een ‘vuur- en bakengeld’ ingesteld voor alle koopvaardij- en andere particuliere vaartuigen ‘zonder onderscheid van vlag’, die de haven en baaien of ankerplaatsen van de eilanden Bonaire en Curaçao zouden aandoen.
In 1877 werd Bonaire geteisterd door een orkaan, waarin de lantaarn van de Willemstoren werd verbrijzeld. 

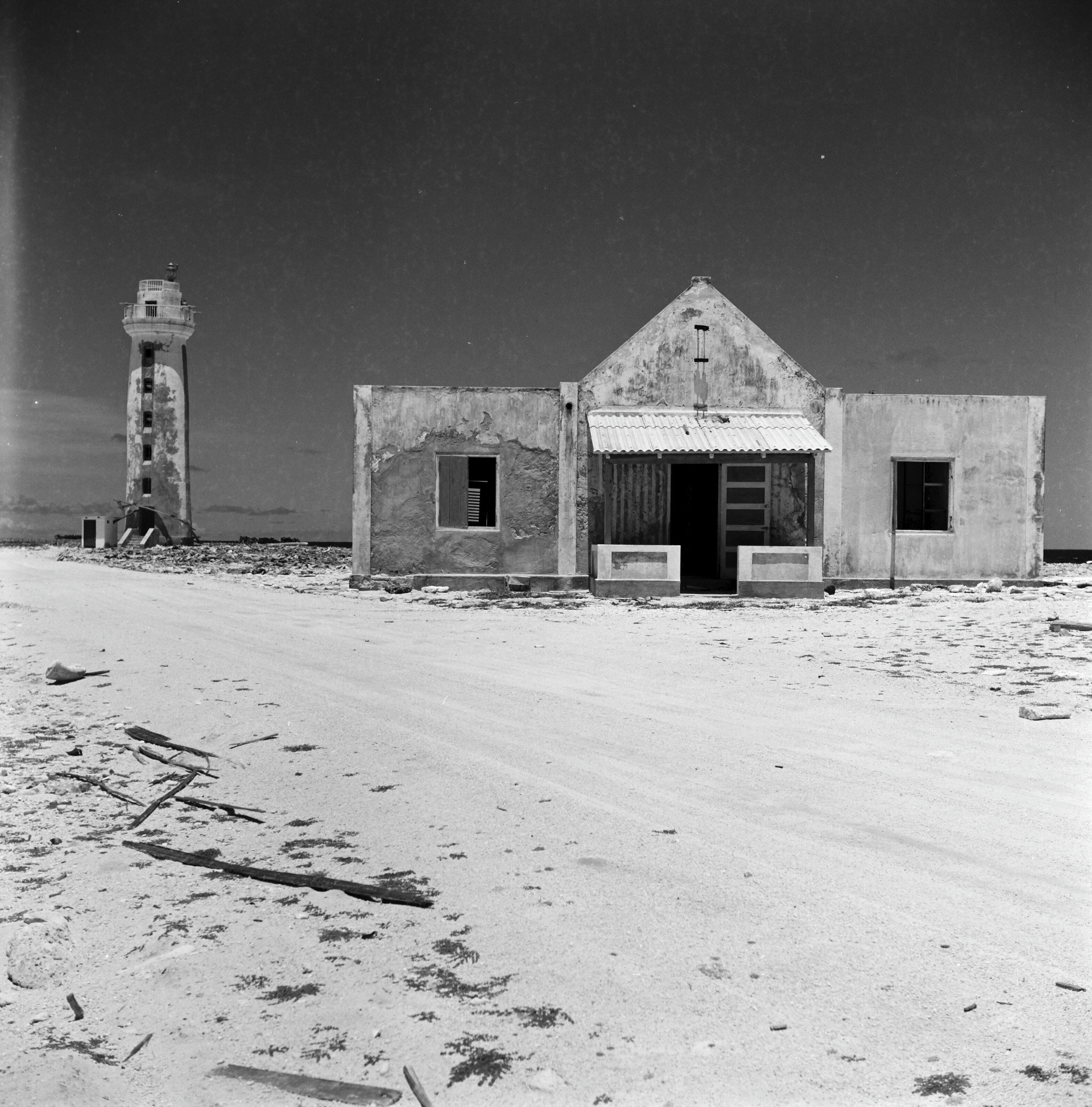
De Willemstoren en het vuurtorenwachtershuis in 1966

Het vuurtorenwachtershuis naast de Willemstoren is een van de eerste gebouwen opgericht in Kas di Hala-stijl ('vleugelhuis': een gebouw waarbij de lengte van de galerij gelijk is aan de lengte van de kern). Deze lokale neo-basilicale architectuurstijl – typisch voor overheidsgebouwen – ontstond vanaf 1837 door Europese invloeden. Gabriël Muskus was de eerste vuurtorenwachter die in dit huis zou wonen. Tot aan het jaar 1960 werden de vuurtorens van Bonaire bemand. In 1961 werd de Willemstoren geautomatiseerd en volledig aangestuurd via een satellietsysteem. Voor de verlichting van de vuurtoren schakelde men toen over op zonne-energie. Het vuurtorenwachtershuis werd onbeheerd achtergelaten en is nu een ruïne.

## 21e eeuw
Bonaire is eigenaar van de gebouwen en constructies van de Willemstoren, Rijkswaterstaat is verantwoordelijk voor het beheer, onderhoud en brandend houden van het licht en het elektrotechnisch onderhoud is uitbesteed aan Radio Holland. De Willemstoren kreeg nog een grote opknapbeurt in 2011-2012. De renovatie werd uitgevoerd door Rijkswaterstaat en was onderdeel van het omvangrijke project 'Renovatie Vuurtorens Bonaire'. De werkzaamheden begonnen in oktober 2011 en werden opgeleverd in augustus 2012. Gedurende deze periode bleven de lichten operationeel, zodat de scheepvaart geen hinder ondervond. Tijdens de werken was de toren vrij toegankelijk voor het publiek.
In 2012 kregen de Willemstoren en het vuurtorenwachtershuis de status van monument.

## Foto's

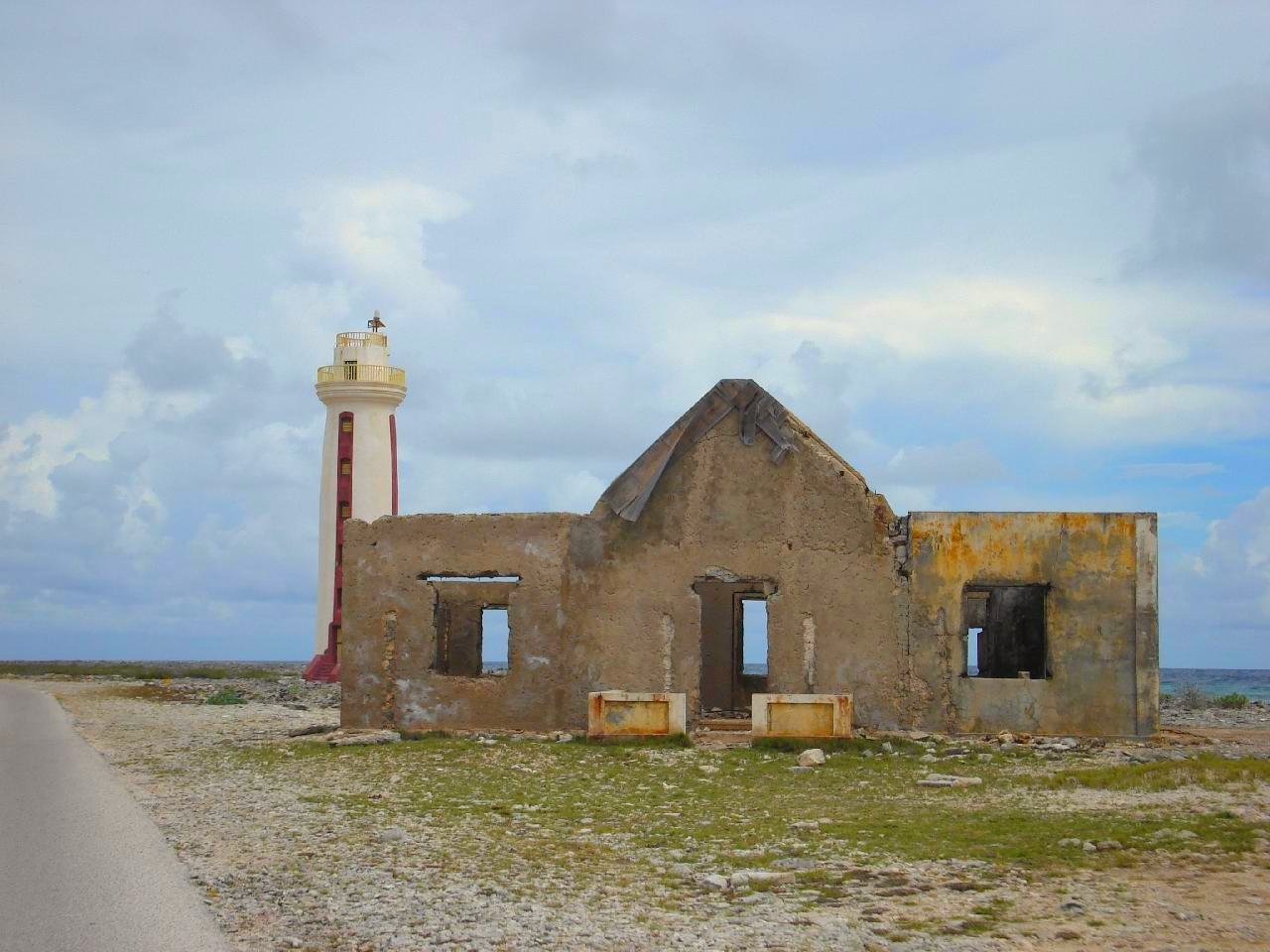
Tekening van een Model van een op te rigten vuurtoren op de Zuidoostpunt van Bonaire 19e eeuw 1 bladDe ruïne van het vuurtorenwachtershuis in 2008
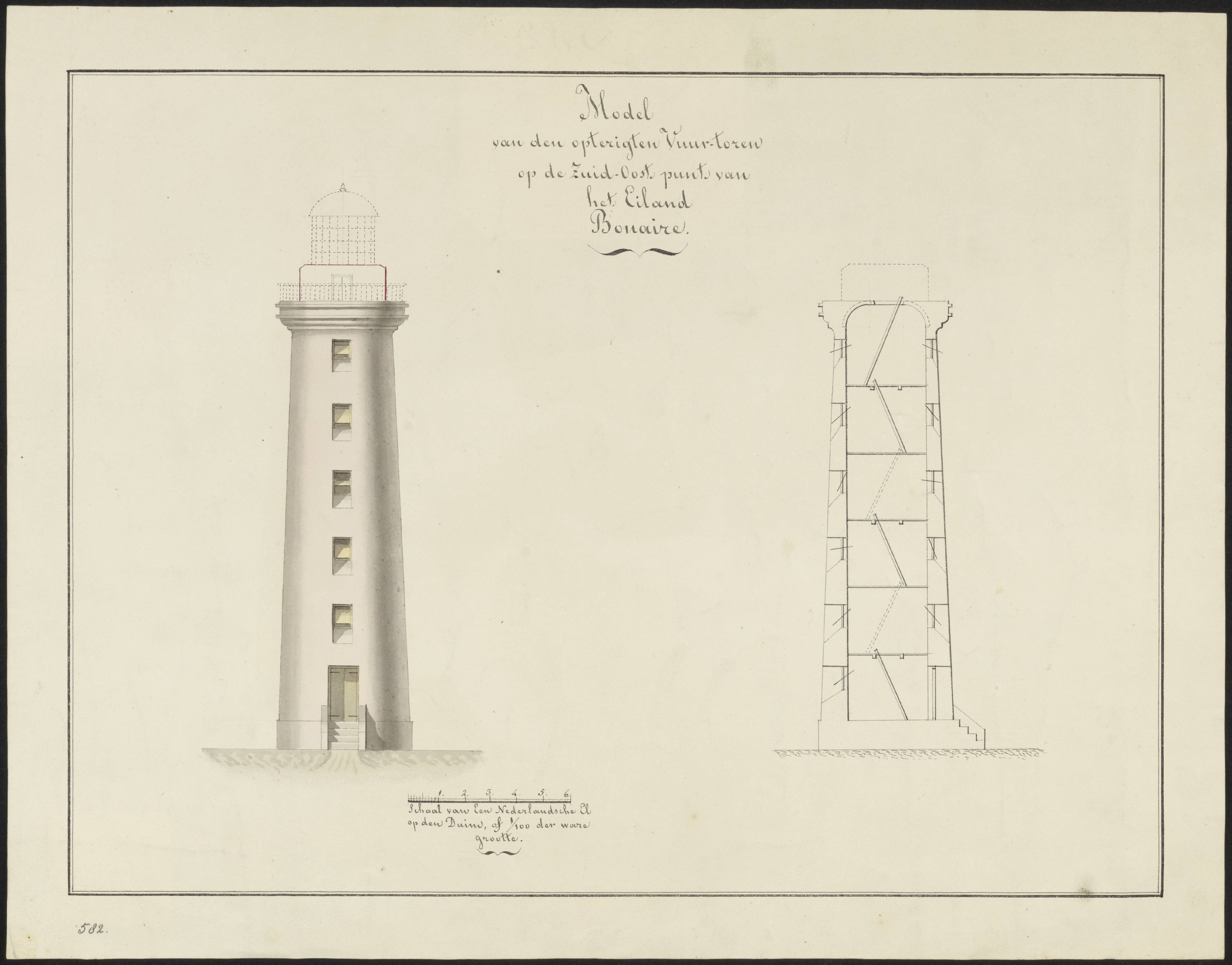
Tekening van een Model van een op te rigten vuurtoren op de Zuidoostpunt van Bonaire 19e eeuw 1 blad